# University of West Florida
Universitatea West Florida, conform originalului [The] University of West Florida, cunoscută, de asemenea ca West Florida sau UWF, este o universitatea publică fondată în 1963, care se găsește în localitatea Pensacola, Florida, Statele Unite ale Americii. Mascota școlii este un argonaut, iar emblema școlii este melc spiralat numit nautilus.